# 82. brigada Slovenske vojske
Za druge 82. brigade glejte 82. brigada.
82. brigada Slovenske vojske je bivša vojaška formacija Slovenske vojske; brigada je bila nastanjena v vojašnici Celje.

## Zgodovina
Brigada je bila razformirana 23. aprila 2001; njen 1. bataljon je bil prerazporejen v 1. brigado Slovenske vojske.

## Poveljstvo
Poveljstvo
- podpolkovnik Ljubo Dražnik (2000)

## Organizacija
2001
- poveljstvo
- 1. bataljon (mirnodobna sestava)
- 2. bataljon (vojna sestava)
- 3. bataljon (vojna sestava)

## Odlikovanja in priznanja
- zlata medalja Slovenske vojske (11. maj 1998)